# Championnats d'Asie de judo 1999
 (octobre 2023).
Si vous disposez d'ouvrages ou d'articles de référence ou si vous connaissez des sites web de qualité traitant du thème abordé ici, merci de compléter l'article en donnant les références utiles à sa vérifiabilité et en les liant à la section « Notes et références ».
Navigation
Édition précédente Édition suivante
Les championnats d'Asie de judo 1999, treizième édition des championnats d'Asie de judo, ont eu lieu les 25 et 26 juin 1999 à Wenzhou, en Chine.